# Tweede Kamerfractie
Een Tweede Kamerfractie bestaat uit een of meer leden van de Nederlandse Tweede Kamer die politiek en bestuurlijk gezamenlijk opereren, doorgaans omdat ze lid zijn van één politieke partij en bij de verkiezingen uitkwamen op één kandidatenlijst.
Na de Tweede Kamerverkiezingen (zie ook: Kieswet) bestaat een fractie uit Kamerleden afkomstig uit één kandidatenlijst. Deze fracties kunnen later wijzigen door samenvoegingen en afsplitsingen. Elke fractie heeft een voorzitter. In het geval van een eenmansfractie is het enige lid de fractievoorzitter. Bij andere fracties wordt de voorzitter door en uit de betreffende Kamerleden gekozen.
Tot de grondwetswijziging van 1983 was in de Nederlandse Grondwet, die partijen noch fracties kent, vastgelegd dat een Nederlandse volksvertegenwoordiger werd gekozen zonder last of ruggespraak. Die laatste twee woorden zijn geschrapt om niet te impliceren dat Kamerleden niet met hun fractiegenoten mogen overleggen.

## Fractieondersteuning
Elke fractie ontvangt jaarlijks een bijdrage per zetel (een 'zetelbedrag'). Met deze bijdrage kan de fractie fractiemedewerkers aanstellen om de Tweede Kamerleden van die fractie te ondersteunen. Sinds 2020 is het zetelbedrag de vergoeding voor 2,5 fulltime-equivalent (fte). Voor fracties met minder dan zes zetels wordt het bedrag aangevuld met 1 keer het zetelbedrag, en voor fracties met tussen de vijf en elf leden wordt het bedrag aangevuld met 0,5 keer het zetelbedrag.
| fractie   | zetelbedragen                                     | fte's                                      |
| --------- | ------------------------------------------------- | ------------------------------------------ |
| 1 zetel   | 1 x zetelbedrag, aangevuld met 1 x zetelbedrag    | 2,5 fte, aangevuld met 2,5 fte = 5 fte     |
| 5 zetels  | 5 x zetelbedrag, aangevuld met 1 x zetelbedrag    | 12,5 fte, aangevuld met 2,5 fte = 15 fte   |
| 6 zetels  | 6 x zetelbedrag, aangevuld met 0,5 x zetelbedrag  | 15 fte, aangevuld met 1,25 fte = 16,25 fte |
| 10 zetels | 10 x zetelbedrag, aangevuld met 0,5 x zetelbedrag | 25 fte, aangevuld met 1,25 fte = 26,25 fte |
| 11 zetels | 11x zetelbedrag                                   | 27,5 fte                                   |
| 34 zetels | 34 x zetelbedrag                                  | 85 fte                                     |

De fractiemedewerkers hebben niet de partij (meestal een vereniging) als werkgever, maar de stichting die elke afzonderlijke fractie opricht. De stichtingstatuten zijn conform de modelstatuten behorend bij de 'Regeling financiële ondersteuning fracties Tweede Kamer'. Volgens de modelstatuten heeft de stichting de naam "stichting ondersteuning tweede kamerfractie **" Het bestuur van de stichting bestaat uit fractieleden. Als er minder dan drie fractieleden zijn, wordt dit aangevuld met externen.